# Arad (hạt)
Arad (/a.'rad/; tiếng Hungari: Arad, tiếng Serbi: Arad/Арад) là một hạt của România, in Crişana, với thủ phủ là Arad (dân số: 185.272).

## Nhân khẩu
Năm 2002, hạt này có dân số 461.791 người với mật độ dân số là 60 người/km². 
- Người Rumani - 82%
- Người Hungari - 10%
- Rroma - 4%
- Người gốc Đức - 1%
- Người Slovak - 1%.[1]

| Năm  | Dân số của hạt |
| ---- | -------------- |
| 1948 | 476.207        |
| 1956 | 475.620        |
| 1966 | 481.248        |
| 1977 | 512.020        |
| 1992 | 487.617        |
| 2002 | 461.791        |

## Địa lý
Hạt này có diện tích 7.754 km².
Về phía đông là dãy núi Zarand thuộc nhóm các núi Apuseni. Về phía tây thì độ cao giảm về phía đồng bằng tây Rumani.
Hạt này có sông Mureş chảy qua phía nam còn về phía bắc là sông Crişul Alb.

## Các đơn vị giáp ranh
- Hunedoara (hạt) và Alba (hạt) về phía đông.
- Hungary về phía tây - Békés (hạt) và Csongrád (hạt).
- Bihor (hạt) về phía bắc.
- Timiş (hạt) về phía nam

## Kinh tế
Cùng với hạt Timis, hai hạt này tạo nên một trong những vùng phát triển nhất của România. Do nằm gần biên giới, hạt này thu hút nhiều vốn đầu tư nước ngoài.
Các ngành chính của hạt là:
- Máy móc và linh kiện ô tô.
- Thực phẩm.
- Dệt.

## Du lịch
Các điểm thu hút khách chính:
- Thành phố Arad
- Khu nghỉ mát Lipova
- Khu nghỉ mát Moneasa
- Các khu vực quanh Săvârşin, Petriș, Macea và Pecica.

## Phân chia đơn vị hành chính
Hạt này có một khu tự quản, 9 thị xã và 68 xã.

### Các đô thị
- Arad

### Thị xã
- Chișineu-Criș
- Curtici
- Ineu
- Lipova
- Nădlac
- Pâncota
- Pecica
- Sântana
- Sebiș

### Các xã
- Almaș
- Apateu
- Archiș
- Bata
- Bârsa
- Bârzava
- Beliu
- Birchiș
- Bocsig
- Brazii
- Buteni
- Cărand
- Cermei
- Chisindia
- Conop
- Covăsânț
- Craiva
- Dezna
- Dieci
- Dorobanți
- Fântânele
- Felnac
- Frumușeni
- Ghioroc
- Grăniceri
- Gurahonț
- Hălmagiu
- Hălmăgel
- Hășmaș
- Ignești
- Iratoșu
- Livada
- Macea
- Mișca
- Moneasa
- Olari
- Păuliș
- Peregu Mare
- Petriș
- Pilu
- Pleșcuța
- Săvârșin
- Secusigiu
- Seleuș
- Semlac
- Sintea Mare
- Socodor
- Șagu
- Șeitin
- Șepreuș
- Șicula
- Șilindia
- Șimand
- Șiria
- Șiștarovăț
- Șofronea
- Tauț
- Târnova
- Ususău
- Vărădia de Mureș
- Vârfurile
- Vinga
- Vladimirescu
- Zăbrani
- Zădăreni
- Zărand
- Zerind
- Zimandu Nou